# Morschach
Morschach är en ort och kommun i distriktet Schwyz i kantonen Schwyz, Schweiz. Kommunen har 1 253 invånare (2023).
Orten Morschach ligger på en terrass ovanför Vierwaldstättersjön. I kommunens östra del finns skidorten Stoos.